# Blagnac
Blagnac is een gemeente in het Franse departement Haute-Garonne in de regio Occitanie. De gemeente telde 27.314 inwoners op 1 januari 2022. De plaats maakt deel uit van het arrondissement Toulouse.
Blagnac is een voorstad van Toulouse en is bekend door de luchthaven Aéroport de Toulouse-Blagnac en door de vestiging van het hoofdkantoor van Airbus. De stad herbergt ook het luchtvaartmuseum Aéroscopia. 

## Geschiedenis
De plaats Blanhac werd voor het eerst vermeld in de 11e eeuw. In die tijd werd de kerk Saint-Pierre gebouwd. In de 15e eeuw werd de kapel Saint-Exupère gebouwd. Deze heilige was volgens de traditie de zesde bisschop van Toulouse en hij zou gestorven zijn in Blagnac en werd daarom hier vereerd. In 1850 vestigde het klooster Sainte-Catherine de Sienne zich in een 17e-eeuws kasteel in de gemeente.
Blagnac was een centrum voor de steenbakkerij met de gele klei van Toulouse. Rond 1900 waren er nog een zevental steenbakkerijen in Blagnac, waarvan de laatste sloot in 1941.

## Geografie
De oppervlakte van Blagnac bedroeg op 1 januari 2022 16,88 vierkante kilometer; de bevolkingsdichtheid was toen 1.618,1 inwoners per km². De Garonne vormt in het oosten de grens met Toulouse.
De gemeente is opgedeeld in zes wijken: Andromède, Centre, Grand Noble, Grenade-Les Prés, Odyssud en Sud.
De onderstaande kaart toont de ligging van Blagnac met de belangrijkste infrastructuur en aangrenzende gemeenten.

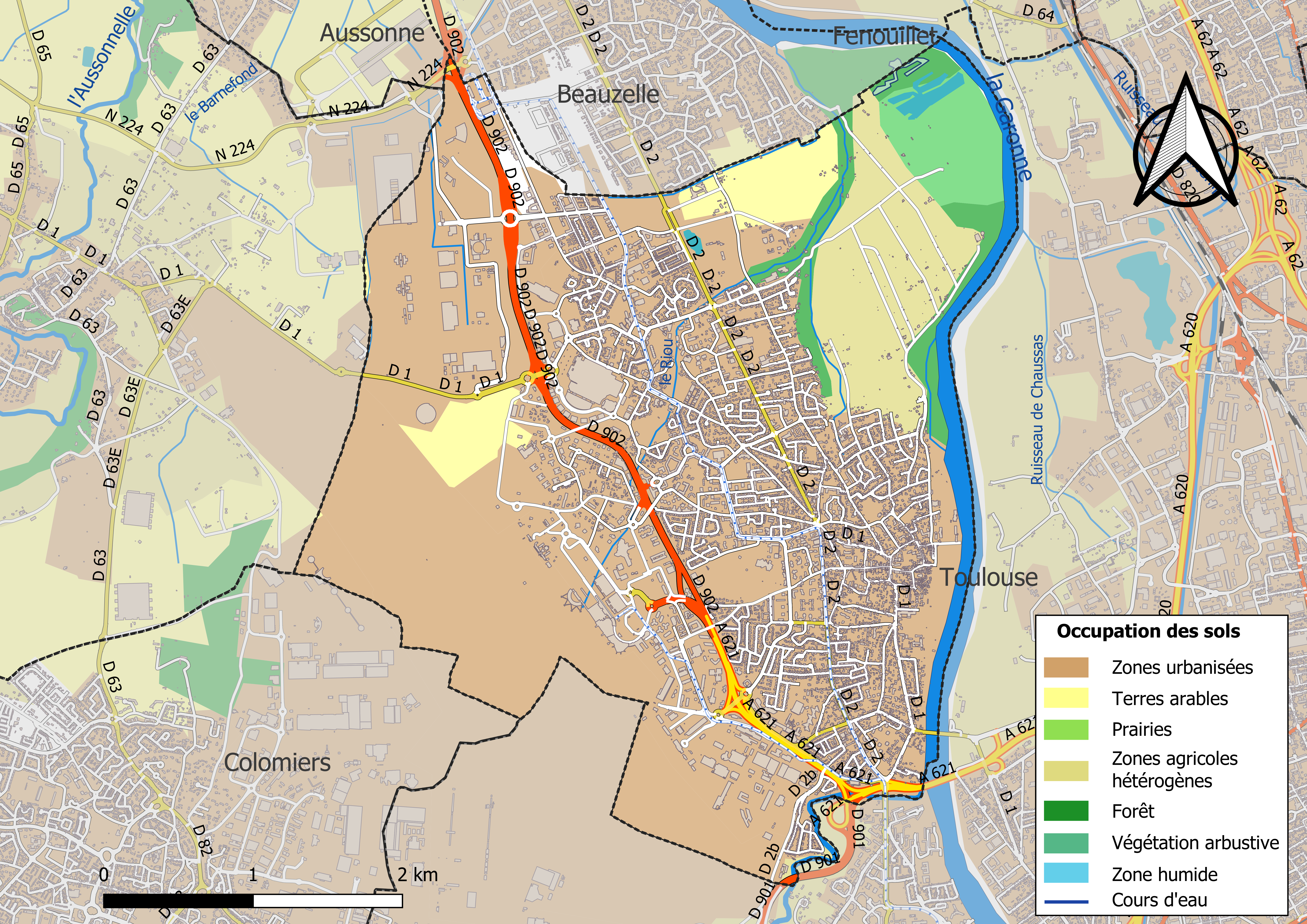

## Demografie
Onderstaande figuur toont het verloop van het inwonertal (bron: INSEE-tellingen).

## Sport
Blagnac was acht keer etappeplaats in de wielerkoers Tour de France. Zes keer was het startplaats van een etappe en vier keer was Blagnac aankomstplaats. De vier winnaars in Blagnac zijn Fransman Pascal Poisson in 1984, Zwitser Niki Rüttimann in 1986, Duitser Rolf Gölz in 1987 en Nederlander Mathieu Hermans in 1989.